# Johann Müller (Politiker, 1959)
Johann Müller (* 15. Mai 1959 in Patersdorf) ist ein deutscher Politiker der AfD. Seit 2023 ist er Abgeordneter im Bayerischen Landtag.

## Leben
Müller wurde 1959 in Patersdorf geboren, in der Nähe von Regen in Niederbayern. Nach der Hauptschule machte er von 1974 bis 1977 eine Lehre als Betriebsschlosser, 1984 machte er den Industriemeister. Er arbeitete 1985 bis 1990 als Gruppenleiter in einer Behindertenwerkstatt, 1990 bis 1995 als stellvertretender Betriebsleiter und von 1995 bis 2018 als Selbständiger im Metallbau. Von 2018 bis 2023 arbeitete er als Hausmeister.
Er trat 2016 in die AfD ein, seit 2017 ist er Vorsitzender des Kreisverbands Regen der AfD. Seit 2020 sitzt er für die AfD im Kreisrat des Landkreises Regen und führt dort die AfD-Fraktion.
2017 trat Müller erstmals als Kandidat der AfD für das Amt des Landrats des Landkreises Regen an. Er erreichte mit 8,3 % im ersten Wahlgang nur den dritten Platz der vier Kandidaten, in der Stichwahl wurde Rita Röhrl (SPD) gewählt. Bei der Landtagswahl 2018 kandidierte er im Stimmkreis Regen, Freyung-Grafenau und bekam 16,6 % der Erststimmen, was das zweitbeste Ergebnis war nach dem Sieger Max Gibis (CSU), wurde er nicht in den Landtag gewählt. 2023 versuchte er erneut, Landrat zu werden, mit 23 % erreichte er diesmal den zweiten Platz. CSU-Kandidat Ronny Raith erreichte mit 60,4 % jedoch eine absolute Mehrheit, so dass es zu keiner Stichwahl kam.
Bei der Landtagswahl am 8. Oktober 2023 erhielt er mit 18,9 % das drittbeste Erststimmenergebnis im Stimmkreis Straubing nach dem Sieger Josef Zellmeier (CSU), der 42,9 % erhielt, und Tobias Beck (Freie Wähler), der 19,3 % erhielt. Zusammen mit den Zweitstimmen im Wahlkreis Niederbayern erreichte er das drittbeste Ergebnis der AfD in Niederbayern und wurde damit in den Landtag gewählt, dem er seit dem 30. Oktober 2023 angehört.
Im Bayerischen Landtag ist Müller Mitglied im Ausschuss für Staatshaushalt und Finanzfragen.
Müller ist verheiratet und hat zwei erwachsene Kinder.